# Морозов, Иван Титович
Иван Титович Морозов (1889, Владимирская губерния, Российская империя — 1957, Москва, РСФСР, СССР) — советский партийный и государственный деятель, революционер, ответственный секретарь Татарского областного комитета ВКП(б) (1924—1925).

## Биография
Родился в семье приказчика, затем семья переехала во Владимир. Получил домашнее образование, два года обучался в городском училище, но не закончил его, а с 1899 года работал литейщиком в кустарной мастерской, затем писарем во Владимирском окружном суде, статистиком в губернской земской управе.
Член РСДРП с 1908 года. За революционную деятельность подвергался репрессиям: 14 обысков, 8 арестов, три года ссылки. В 1917 году член военного бюро при Московском комитете РСДРП(б), в 1918—1920 гг. комиссар на Южном и Кавказском фронтах.
- 1917—1919 гг. — казначей, секретарь, заведующий организационным отделом, отделом охраны труда ЦК Союза металлистов,
- 1920 год — на политической работе в РККА
- 1920—1921 гг. — секретарь ЦК Союза металлистов,
- 1921—1922 гг. — председатель Самарской губернской комиссии по чистке партии,
- январь-июль 1922 года — заведующий организационным отделом Самарского губернского комитета РКП(б),
- февраль-март 1922 года — и. о. ответственного секретаря Самарского губернского комитета РКП(б),
- 1922—1924 гг. — ответственный секретарь Самарского губернского комитета РКП(б), на этом посту вел борьбу с голодом, охватившим Поволжье. В 1923 году посевная площадь по зерновым культурам по сравнению с 1922 годом выросла на 34 %, а сбор хлебов на 46 %, количество рабочего скота увеличилось более чем на 60 тыс. голов.
- 1924—1925 гг. — ответственный секретарь Татарского областного комитета РКП(б),
- 1925—1927 гг. — председатель Казакской краевой контрольной комиссии РКП(б)-ВКП(б),
- 1925—1927 гг. — народный комиссар рабоче-крестьянской инспекции Казакской АССР,
- 1928—1930 гг. — заведующий отделом по созданию колхозной литературы, член Правления издательства сельскохозяйственной кооперации «Книгосоюз», заместитель главного редактора Госсоцэкгиза,
- 1930—1931 гг. — инструктор ВЦСПС,
- 1931—1933 гг. — редактор газеты «Бакинский рабочий», директор Института истории партии ЦК КП(б) Азербайджана,
- 1933 год — инструктор политического управления машинно-тракторных станций Народного комиссариата земледелия СССР,
- 1933—1934 гг. — заведующий сектором проверки исполнения, заведующий Главной инспекцией Объединённого государственного издательства.

С 1934 года на хозяйственной работе в Москве. 
Кандидат в члены ЦК РКП(б) (1923—1925), член Центральной Контрольной Комиссии ВКП(б) (1923—1927), член ЦК КП(б) Азербайджана (1932—1933).